# Ghita Nørby

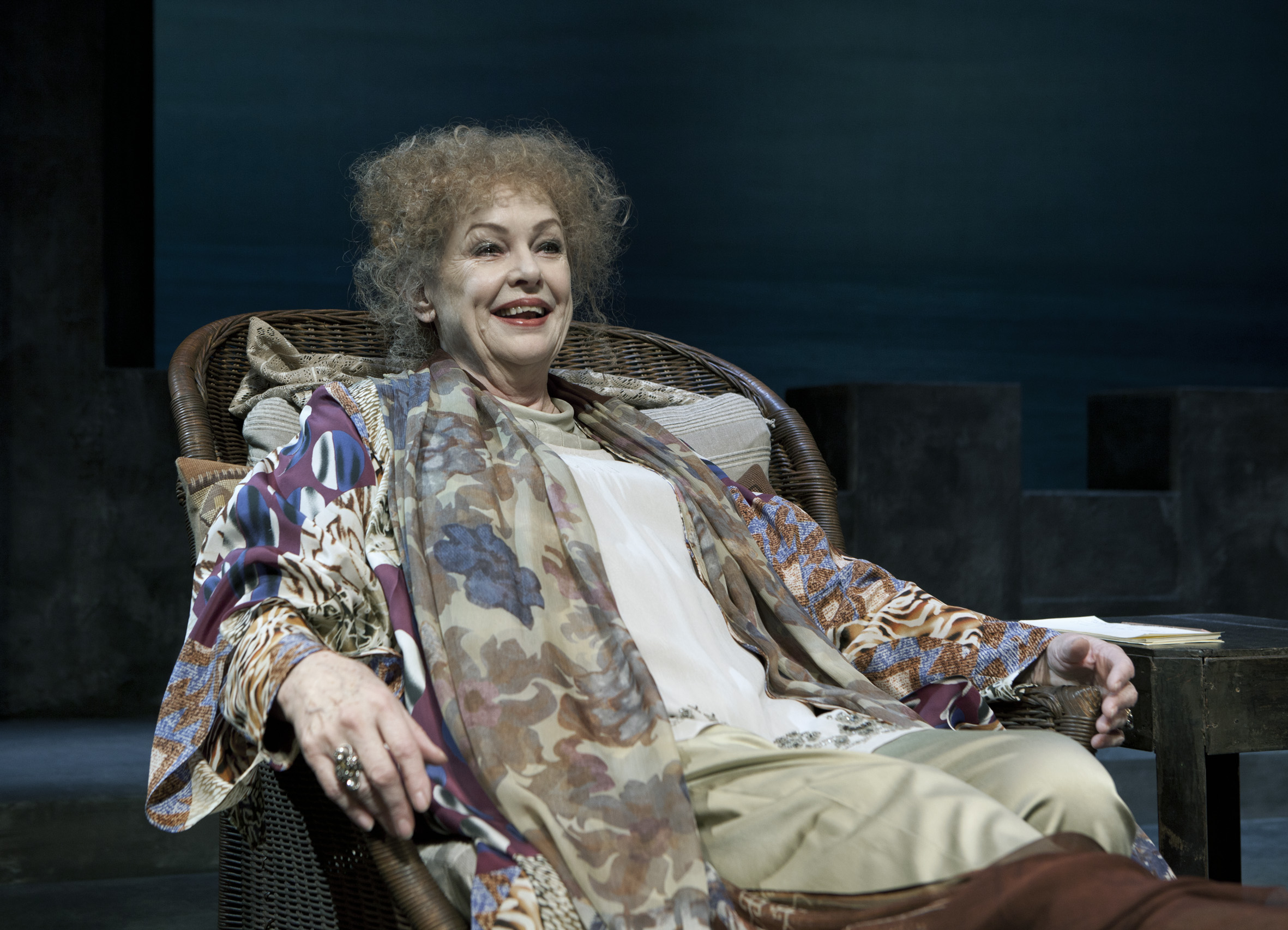
Ghita Nørby jako Sarah Bernhardt na scenie Folketeatret w Kopenhadze (2013)

Ghita Nørby (ur. 11 stycznia 1935 w Kopenhadze) – duńska aktorka filmowa, teatralna i dubbingowa. Popularność zdobyła m.in. udziałem w serialu telewizyjnym Matador. 
Przez wiele lat występowała na scenie kopenhadzkiego teatru Det Kongelige Teater, a także w Allé-Scenen, Det Ny Teater, Folketeatret i in. Za role w ponad 100 filmach otrzymała liczne nagrody, m.in. Bodil, Roberta i statuetkę Guldbagge. W 1996 została komandorem Orderu Danebroga. W 2006 otrzymała medal „Ingenio et arti”.

## Filmografia
- Ung leg (1956) jako Helle
- Rikki og mændene (1962) jako Rikki
- Ja i Charly (Mig og Charly, 1978) jako Helle
- Gang Olsena w potrzasku (Olsen-banden på spanden, 1969) jako Bodil Hansen
- Matador (TV serial, 1978–1982) jako Ingeborg Skjern
- Głodny wilk (Oviri, 1986) jako Ida Molard
- Hip hip hurra! (1987) jako Henny
- Taniec z Regitze (Dansen med Regitze, 1989) jako Regitze
- Hamsun (1996) jako Marie Hamsun
- Hrabia Axel (Grev Axel, 2001) jako baronowa Gjerløv
- Spadek (Arven, 2003) jako Annelise
- Orzeł (Ørnen, TV serial, 2004–2006) jako Thea Nellemann
- Welkåmm to Verona (2006) jako Virginia
- O czym nie wie nikt (Det som ingen ved, 2008) jako Ingrid
- Spokój w sercu (Stille hjerte, 2014) jako Esther
- Klucz, dom, lustro (Nøgle hus spejl, 2015) jako Lily
- Przed mrozem (Før frosten, 2018) jako Agnes
- W potrzasku (Mellem sten og et hårdt sted, film krótkometrażowy, 2019) jako Birthe
- Toskania (Toscana, 2022) jako Inge